# Норт-Гейт (Каліфорнія)
Норт-Гейт (англ. North Gate) — переписна місцевість (CDP) в США, в окрузі Контра-Коста штату Каліфорнія. Населення — 667 осіб (2020).

## Географія
Норт-Гейт розташований за координатами 37°54′22″ пн. ш. 121°59′53″ зх. д. / 37.90611° пн. ш. 121.99806° зх. д. (37.906153, -121.998184).  За даними Бюро перепису населення США в 2010 році переписна місцевість мала площу 1,70 км², уся площа — суходіл.

## Демографія
Згідно з переписом 2010 року, у переписній місцевості мешкало 679 осіб у 258 домогосподарствах у складі 197 родин. Густота населення становила 399 осіб/км².  Було 264 помешкання (155/км²).
Расовий склад населення:
| - 83,4 % — білих - 9,6 % — азіатів - 0,1 % — чорних або афроамериканців - 2,8 % — осіб інших рас |

До двох чи більше рас належало 4,1 %. Частка іспаномовних становила 8,2 % від усіх жителів.
За віковим діапазоном населення розподілялося таким чином: 21,9 % — особи молодші 18 років, 60,1 % — особи у віці 18—64 років, 18,0 % — особи у віці 65 років та старші. Медіана віку мешканця становила 48,0 року. На 100 осіб жіночої статі у переписній місцевості припадало 84,0 чоловіків;  на 100 жінок у віці від 18 років та старших — 80,3 чоловіків також старших 18 років.
Середній дохід на одне домашнє господарство  становив 232 378 доларів США (медіана — 96 208), а середній дохід на одну сім'ю — 255 561 долар (медіана — 97 232). За межею бідності перебувало 8,4 % осіб, у тому числі 22,0 % дітей у віці до 18 років та 0,0 % осіб у віці 65 років та старших.
Цивільне працевлаштоване населення становило 251 осіб. Основні галузі зайнятості: освіта, охорона здоров'я та соціальна допомога — 28,3 %, виробництво — 18,3 %, фінанси, страхування та нерухомість — 17,1 %.